# Кросневице
Кросневице (пол. Krośniewice)  —  город  в Польше, входит в Лодзинское воеводство,  Кутновский повят.  Имеет статус городско-сельской гмины. Занимает площадь 2,96 км². Население — 4753 человека (на 2004 год).

## История
Во время Второй мировой войны на территории города нацисты организовали гетто. Оно существовало с мая 1940 года по март 1942 года. Практически все узники гетто были уничтожены в лагере смерти Хелмно.